# Federación Panameña de Béisbol
La Federación Panameña de Béisbol, más conocida como FEDEBEIS es el órgano rector del béisbol en Panamá y está a cargo de la Selección de béisbol de Panamá en todas sus categorías. La FEDEBEIS fue fundada en 1944 y desde 1976 es miembro de la IBAF y de la Confederación Panamericana de Béisbol (COPABE).

La federación cuenta con doce ligas provinciales afiliadas, y organiza cada año campeonatos nacionales de béisbol en diferentes categorías, incluyendo los populares Campeonato Nacional de Béisbol Mayor y Campeonato Nacional de Béisbol Juvenil.
| Datos estadísticos             | Datos estadísticos        |
| ------------------------------ | ------------------------- |
| Campeón actual Mayor           | Chiriquí (17) (2024)      |
| Campeón Juvenil actual         | Coclé (4) (2024)          |
| Más campeonatos Torneo Mayor   | Panamá Metro (26 títulos) |
| Más campeonatos Torneo Juvenil | Panamá Metro (21 títulos) |

Torneo Mayor: Chiriquí y Herrera se encuentran empatados con 16 títulos siendo los dos equipos con más torneos ganados. 
Torneo Juvenil: Panama Metro es el equipo a nivel juvenil con más títulos la mayoría los heredó del antiguo equipo de Panamá el cual se dividio hace unos años formando nuevos equipos
Provincias participantes en los campeonatos nacionales de béisbol Panamá:
Bocas del Toro, Coclé, Colón, Chiriquí, Darién, Herrera, Los Santos, Panamá, Veraguas, Panamá Oeste, Chiriquí Occidente.

## Historia
La Federación Panameña de Béisbol, siglas en español (FEDEBEIS) fue creada en 1944.

## Presidentes

### Junta Directiva
- Presidente: Benicio Robinson G.

- Vicepresidente: Ramón Crespo

- Secretario: Orlando Quintero

- Tesorero: Leonardo Ortega

- Fiscal: Mario Luis Delgado

- Vocal: Samantha León

- Vocal: Esteban Carrasco

### Presidentes de Liga
- Bocas del Toro: Jaime Robinson

- Coclé: José Manuel Carranza Urriola

- Colón: Miguel Salas

- Chiriquí: Manuel Sánchez

- Chiriquí Occidente: Alberto Macré

- Darién: Nadine González

- Herrera: Reyes Casas

- Los Santos: Alex Vargas

- Panamá Metro: Franz Wever G.

- Panamá Oeste: Apolinar Sevillano

- Veraguas: Roberto "Chavo" García

- Panamá Este: Alfredo Pérez

## Campeonato Nacional
El torneo de béisbol de Panamá está dirigido estrictamente por las reglas de la FEDEBEIS de Panamá, incluye los campeonatos nacionales de Béisbol Juvenil, Pre-Intermedia e Infantil.
Cuenta con socios comerciales como:TVMax, RPC y Prodena.